# Spirobolellus richmondi
Spirobolellus richmondi är en mångfotingart som först beskrevs av Chamberlin 1922.  Spirobolellus richmondi ingår i släktet Spirobolellus och familjen slitsdubbelfotingar. Inga underarter finns listade i Catalogue of Life.